# Topography
A Topography a Yes 2004-es válogatáslemeze.

## Számok listája

### Első lemez
1. Open Your Eyes – 5:15
2. Yours Is No Disgrace (Élő) – 12:59
3. I've Seen All Good People (Élő) – 7:25
4. Homeworld (The Ladder) – 9:32
5. Close to the Edge (Élő) – 19:42
  1. The Solid Time Of Change
  2. Total Mass Retain
  3. I Get Up I Get Down
  4. Seasons Of Man
6. And You And I (Élő) – 11:18
7. Excerpts From Tales From Topographic Oceans – 9:05
8. The Revealing Science of God (Dance Of The Dawn)
9. The Remembering (High The Memory)
10. The Ancient (Giants Under The Sun)
11. Ritual (Nous Sommes Du Soleil)

### Második lemez
1. The Gates of Delirium (Élő) – 23:10
2. To Be Over – 6:11
3. Awaken (Élő) – 17:04
4. Cinema (Élő) – 1:57
5. Owner of a Lonely Heart (Élő) – 6:01
6. In the Presence of – 10:25
7. Turn Around and Remember
8. Roundabout (Élő) – 7:43

## Közreműködő zenészek
- Jon Anderson – ének
- Chris Squire – basszusgitár, ének
- Alan White – dob
- Steve Howe – gitár
- Billy Sherwood – billentyűs hangszerek, gitár
- Igor Khoroshev – billentyűs hangszerek
- Tom Brislin – billentyűs hangszerek
- Dylan Howe – dob
- Andrew Jackman – billentyűs hangszerek

style="background:#9EFF9E;vertical-align:middle;text-align:center;" class="table-yes"|Igen